# Herman Zetterberg
Herman Zetterberg, född 1 juli 1904 i Gustafsberg i Uddevalla, Göteborgs och Bohus län, död 18 mars 1963 i Stockholm, var en svensk politiker (socialdemokrat) och ämbetsman. Han var Sveriges justitieminister i tolv år och 52 dagar (1945–1957), vilket är den längsta tid som någon innehaft ämbetet.

## Biografi
Herman Zetterberg var son till hovrättsrådet Hugo Zetterberg och Alma Rehnberg. Han växte upp i Jönköping, studerade vid Uppsala universitet, tog juris kandidatexamen 1928, och var därefter fiskal i Svea hovrätt. 1936 blev Zetterberg assessor, och 1942 hovrättsråd. Samtidigt blev han tillfällig byråchef för lagärenden vid Justitiedepartementet. Åren 1944–1947 var han ledamot av Lagberedningen.
Den 31 juli 1945 upplöstes samlingsregeringen som styrt Sverige under andra världskriget. Denna dag utnämnde statsminister Per Albin Hansson Herman Zetterberg till justitieminister, en post han hade till den 30 september 1957. Under den perioden kulminerade den så kallade rättsrötedebatten, i vilken han deltog med interpellationssvar (1953). Herman Zetterberg tillhörde dem, som i likhet med statsminister Tage Erlander hävdade att Haijbyaffären byggde både på bevisat otillförlitliga uppgifter och på "obestyrkta påståenden" som "inte lagligen kunde prövas i domstol".
Som justitieminister införde Zetterberg flera förändringar inom det straffrättsliga området, bland annat ökad benådning och större fokus på vård i straffverkställigheten. Detta fick han mycket kritik för, men också uppskattning.
Efter åren i regeringen var Zetterberg president i Svea hovrätt (1957–1963). Under den tiden var han även ordförande för Sveriges domareförbund. År 1948 blev han ledamot av styrelsen för de nordiska juristmötena.
Herman Zetterberg var gift och blev änkling två gånger. Första äktenskapet ingick han 1931 med Kitty Rippe, dotter till kaptenen i Nederländernas armé J R Rippe och Nora Wittgensteiner. Hon avled 1955. Zetterberg gifte om sig 1959 med Ulrika Lyttkens, som var dotter till advokaten Yngve Lyttkens och författaren Alice Lyttkens. Hon avled 20 januari 1963.

## Herman Zetterbergs stiftelse
I Zetterbergs testamente uppgavs att 75 000 kronor skulle avsättas till "en särskild stiftelse för främjande av bohuslänsk kultur". Styrelsen ska bestå av Bohusläns landshövding, förvaltande direktören för Gustafsbergsstiftelsen samt landsatikvarien i Göteborgs- och Bohuslän. I enlighet med Zetterbergs anvisningar är stiftelsen inriktad på sådana åtgärder, som tjänar till att bevara eller beskriva alla slag kulturminnen som hänför sig till Bohuslän. Det kan vara byggnader, inventarier, fornlämningar, folktraditioner och ortsbeskrivningar. Åtgärder som avser Gustafsbergs badort bör särskilt uppmärksammas. Anslag kan sökas av enskilda, hembygdsföreningar och liknande sammanslutningar, museer och vetenskapliga institutioner m.fl.
Varje år 1 juli på donatorns födelsedag lägger stiftelsen en blomma på Zetterbergs grav.